# ОШ „Десанка Максимовић” Београд
Основна школа „Десанка Максимовић” је основна школа која се налази у општини Звездара, у Београду. Школа је почела са радом 15. јануара 1964. године под именом ОШ „Братство и јединство”, док је 27. јануара 1993. године преименована у ОШ „Десанка Максимовић”, по српској песникињи Десанки Максимовић.